# Gudui (socken i Kina, Henan)
Gudui (kinesiska: 谷堆, 谷堆乡) är en socken i Kina. Den ligger i provinsen Henan, i den centrala delen av landet, omkring 310 kilometer sydost om provinshuvudstaden Zhengzhou. Antalet invånare är 42 984. Befolkningen består av 21 774 kvinnor och 21 210 män. Barn under 15 år utgör 26,0 %, vuxna 15-64 år 65 %, och äldre över 65 år 8,0 %.
Genomsnittlig årsnederbörd är 1 204 millimeter. Den regnigaste månaden är augusti, med i genomsnitt 201 mm nederbörd, och den torraste är januari, med 26 mm nederbörd.